# Alister Spence
Alister Spence (* 23. August 1955) ist ein australischer Jazzmusiker (Piano, Komposition) des Modern Creative, der sich auch als Filmkomponist betätigt.

## Leben und Wirken
Spence besuchte den Jazz-Studiengang des New South Wales Conservatorium of Music. Dann studierte er in New York City bei Cedar Walton, Andy LaVerne, Mulgrew Miller und Benny Green. In Australien arbeitete er in den Ensembles Clarion Fracture Zone und Wanderlust um den Saxophonisten Tony Gorman, außerdem mit Jeremy Sawkins, Craig Walters und dem Australian Art Orchestra. 2000 nahm er mit Lloyd Swanton (Bass) und Toby Hall (Schlagzeug) das Album Three Is a Circle auf. Es folgten weitere Trioalben; zwei wurden für den ARIA Award der australischen Musikindustrie als bestes Jazz-Album 2004 (Flux) und 2007 (Mercury) nominiert. Seit 2008 kam es zur Zusammenarbeit mit Satoko Fujii, sowohl im Satoko Fujii Orchestra Kobe (Imagine Meeting You Here) als auch im Duo.
In den folgenden Jahren arbeitete Spence u. a. mit Andrew Robson, Carl Orr, Myra Melford und Phillip Johnston (The Adventures of Prince Achmed), Mark Helias, Andy Sheppard, Joe Williamson, Jim O’Rourke, Raymond MacDonald, Karraikudi Mani, Bernie McGann, Sandy Evans, Chris Abrahams, Don Burrows, Dale Barlow, Peter O’Mara, Tony Buck, Phillip Slater, Paul Capsis, Archie Roach und Ed Kuepper (The Laughing Clowns). Im Bereich des Jazz war er zwischen 1989 und 2017 an 37 Aufnahmesessions beteiligt. 2014 wurde er mit dem Preis für Exzellenz im Jazz der australischen Art Music Awards ausgezeichnet.
Als Komponist schrieb er für das Australian Art Orchestra und das Duo von Claire Edwardes/Amy Dixon. Alister komponierte außerdem Musik für Film und Theater. Sein Soundtrack für Ivan Sens Film Beneath Clouds wurde für den Film Critics Award und den Australian Film Industry Award 2002 nominiert; ferner arbeitete er für Tom Zubrycki (Molly and Mobarek), Allan Collins (Dhakiyarr Versus the King, Spirit Stones) und Tom Murray (Dhakiyarr Versus the King, In My Father’s Country).

## Diskographische Hinweise
- Flux (Rufus, 2003), mit Lloyd Swanton, Toby Hall
- Mercury (Rufus, 2006), mit Lloyd Swanton, Toby Hall
- Alister Spence, Myra Melford: Everything Here Is Possible (2010)
- Alister Spence/Raymond MacDonald: Stepping Between the Shadows (Rufus Records, 2012)
- Alister Spence, Joe Williamson, Christopher Cantillo: Curve (2016)
- Not Everything But Enough (2016), mit Lloyd Swanton, Toby Hall
- Alister Spence/Satoko Fujii: intelsat (2017)
- Satoko Fujii: Bright Force: Kira Kira (2017), mit Natsuki Tamura, Ittetsu Takemura
- Alister Spence & Tony Buck: Mythographer (2023)
- Alister Spence Trio: Gather (2025), mit Lloyd Swanton, Toby Hall